# 安慶名大川按司
安慶名大川按司（日：あげなおおかわあじ、琉(沖)：あぎなうふかーあじ）は、伊波城主の伊覇按司一世の5男(3男説もある)の安慶名大川按司一世を始祖とする、三山時代から第二尚氏時代初期にかけて3代にわたり安慶名城を拠点にしていた按司。
3代目城主の安慶名大川按司三世は、尚真王の中央集権政策に逆らったとして1526年（嘉靖5年）に首里王府の軍勢に攻められ滅亡した。

## 歴代安慶名大川按司

### 安慶名大川按司一世
中山の有力按司として沖縄本島中部の美里間切伊覇を中心に勢力を拡大していた伊覇按司一世は、1360年頃に琉球唯一の長い川、天願川を背に田場平野を見下ろす安慶名御嶽にグスクを築き、5男を配して、その5男が安慶名大川按司一世を称した。
安慶名大川按司一世の2男は屋良先大川按司五世の娘壻になり、後屋良大川按司一世と称し、屋良城主を継いだ。3男は後天願按司一世として天願城と貿易の拠点である具志川城に配し、4男は喜屋武城に配され喜屋武按司一世を称し、その曾孫は大城賢雄である。
安慶名大川按司一世は首里城で志魯・布里の乱が起こった1453年 （景泰4年）に安慶名城で大規模な改修を行っている。

### 安慶名大川按司三世
1511年（ 正徳6年）、中央集権国家をつくるため尚真王が琉球各地の按司に「首里登り令」を出したが、安慶名大川按司三世はこれを破棄し、言うことを聞かなかった。
そのため尚真王は1526年（嘉靖5年）、安慶名城に派兵、攻めるが自然の要塞であり周りを水量の多い天願川に囲まれているため落城させることが難しく、安慶名大川按司三世側が優勢であった。しかし、安慶名城内に水源がないことが判明すると王府軍は水攻めを行い長期戦に持ち込み、遂には安慶名城を落城させ安慶名大川按司による三代70年に及ぶ統治は終焉を迎えた。

## 系譜
- 曽祖父：仲昔今帰仁按司丘春

- 祖父：今帰仁仲宗根若按司（今帰仁城主、怕尼芝との戦いの末に戦死） - 伝護佐丸の曽祖父
  - 父：今帰仁王子（後の伊覇按司一世）
    - 兄弟：伊覇按司二世
      - 甥：伊覇按司三世
        - 又甥：伊覇按司四世
          - 孫甥：伊覇按司五世

      - 甥：山田按司
        - 又甥：伊寿留按司
        - 又甥：護佐丸盛春
        - 又甥：安里大親清信

    - 兄弟：山田按司
    - 兄弟：大湾按司
    - 安慶名大川按司一世
      - 子：安慶名大川按司二世
        - 孫：安慶名大川按司三世

    - 兄弟：勝連の伊覇按司
    - 兄弟：真鍋樽（尚巴志王の妃）